# Skånegatan, Göteborg
Skånegatan är en gata i stadsdelen Heden i centrala Göteborg. Gatan, som sträcker sig från Ullevigatan i norr till Korsvägen i söder, utgör stommen i Evenemangsstråket och kantas av flera välkända evenemangs- och utbildningsbyggnader.

## Kommunikationer
Sedan 2003 rymmer Skånegatan förutom biltrafik i båda riktningarna även spårväg. Två hållplatser, Ullevi södra och Scandinavium, ligger på sträckan som trafikeras av linje 2, 6, 8 och 13. Vissa återgående förmiddagsturer på Lisebergslinjen går tidtabellsenligt denna väg på väg tillbaka till Drottningtorget/Centralstationen.

## Byggnader
Följande är ett urval av de byggnader som ligger längs Skånegatan, från norr till söder.

### Östra sidan
- Ullevi
- Katrinelundsgymnasiet
- Norska sjömanskyrkan
- Filmstaden Bergakungen
- Munkebäcksgymnasiet (Skånegatan 18)
- Burgårdens utbildningscentrum
- Scandinavium
- Svenska Mässan

### Västra sidan
- Rättscentrum Göteborg
- Hotell Opalen